# 日本の女性アイドルグループの一覧
日本の女性アイドルグループの一覧（にほんのじょせいアイドルグループのいちらん）は、主に日本の女性アイドルで構成されたグループおよびユニットの一覧。
「アイドル」と「アーティスト」は、本人や所属事務所などの意向によりどちらの立場をとるか決めることもでき、線引きはあいまいである。そのため本人が「アーティスト」と名乗っていても「アイドル」に分類されることがある。

## リスト条件
- 音楽レコード・音楽CDデビューの経験を有し、日本国内で活動する女性グループおよびユニット。
- 本人が「アイドル」ではなく「アーティスト」と名乗っていても、「アイドル」に分類されることがあるグループおよびユニットを含める。
- 記事があるグループを記載対象とする。

## 1950年代 - 1970年代
| 名称               | 結成          | メジャー デビュー日 | メジャー デビュー曲名      | 終了          | 人数  | レーベル / レコード会社 | 芸能事務所         |
| ------------------ | ------------- | ------------------- | -------------------------- | ------------- | ----- | ----------------------- | ------------------ |
| 三人娘             | 1955年11月1日 |                     |                            |               | 3     |                         |                    |
| かしまし娘         | 1956年8月31日 | 1959年9月           | ?                          | 活動中        | 3     | ?                       | 松竹芸能 → ?       |
| こまどり姉妹       | 1959年        | 1959年10月15日      | 浅草姉妹                   | 活動中        | 2     | 日本コロムビア          | ?                  |
| ザ・ピーナッツ     | 1959年2月11日 | 1959年4月           | 可愛い花                   | 1975年4月5日  | 2     | キングレコード          | 渡辺プロダクション |
| スパーク3人娘      | 1962年        |                     |                            |               | 3     |                         |                    |
| ゴールデン・ハーフ | 1970年        | 1970年8月5日        | 黄色いサクランボ           | 1974年        | 5→4→3 | 東芝レコード            | 渡辺プロダクション |
| キャンディーズ     | 1972年4月     | 1973年9月1日        | あなたに夢中               | 1978年4月4日  | 3     | CBS・ソニー             | 渡辺プロダクション |
| 花の中三トリオ     | 1973年8月     |                     |                            | 1977年3月     | 3     |                         |                    |
| リンリン・ランラン | 1972年        | 1974年4月15日       | 恋のインディアン人形       | ?             | 2     | ビクター                | サンミュージック   |
| ザ・リリーズ       | 1974年        | 1975年6月5日        | 水色のときめき             | 活動中        | 2     | 東芝レコード            | 渡辺プロダクション |
| ピンク・レディー   | 1974年        | 1976年8月25日       | ペッパー警部               | 活動中        | 2     | ビクター                | T&Cミュージック    |
| ビューティ・ペア   | 1976年2月24日 | 1976年11月25日      | かけめぐる青春             | 1979年2月27日 | 2     | RCAビクター             | 全日本女子プロレス |
| アパッチ           | 1976年        | 1977年4月1日        | 恋のブロックサイン         | 1981年        | 3     | CBS・ソニー             | ?                  |
| キャッツ★アイ      | 1977年        | 1977年5月25日       | アバンチュール             | 1978年        | 2     | ユニオン / テイチク     | トータルプロ       |
| ギャル             | 1977年        | 1977年10月21日      | 薔薇とピストル             | 1979年        | 3     | キングレコード          | 小澤音楽事務所     |
| トライアングル     | 1977年10月    | 1978年4月21日       | トライアングル・ラブレター | 1981年1月31日 | 3     | CBS・ソニー             | 渡辺プロダクション |

## 1980年代
※太字は売上ベスト10に入ったグループ。
- アイドル夢工場 （1987年）
- アイリーン&エリカ
- あみん
- Wink
  - やまだかつてないWink
- エンジェルス
- オールナイターズ
  - おかわりシスターズ
- オナッターズ
- おニャン子クラブ
  - うしろゆびさされ組
  - うしろ髪ひかれ隊
  - ニャンギラス
- オレンジ・シスターズ
- きゃんきゃん
- キャプテン
- キララとウララ
- クラッシュギャルズ
- GO-BANG'S
- JBエンジェルス
- シャワー
- Sugar
- 少女隊
- SHOW-YA
- スターボー
- セイントフォー
- セブンティーンクラブ
- ソフトクリーム
- チャイルズ
- チョンマゲ娘
- パンプキン
- 美少女か・ら・ふ・るギャング
- ブスっ子くらぶ
- プリンセス・プリンセス
- BaBe
- ベリーズ
- ポピンズ
- よせなべトリオ
- RaCCo組
- レモンエンジェル
- わらべ

## 1990年代
ハロー!プロジェクト関連のグループは、2000年代にまとめて列挙
- 大阪パフォーマンスドール
- 沖縄アクターズ
  - SUPER MONKEY'S
    - MAX

  - SPEED
  - D&D
  - B.B.WAVES
  - Folder5
  - y'z factory
- 乙女塾
  - Qlair
  - CoCo
  - ribbon
- COLOR
- ギリギリガールズ
- クリマカーユ
- 黒BUTAオールスターズ
- コスプレックス
- cotton
- こんぺいとう
- 桜っ子クラブさくら組
  - KEY WEST CLUB
  - MOMO
- C.C.ガールズ
- シェイプUPガールズ
- SPLASH
- Say a Little Prayer
- 制服向上委員会
- チェキッ娘
  - chee's
  - NEOかしまし娘
  - NEOちゃっきり娘
  - METAMO
- T-BACKS
- Z-1
- 東京パフォーマンスドール
- DORA
- 七つ星
- ねずみっ子クラブ
- パイレーツ
- VENUS
- HiP
- FLIP-FLAP
- BABY'S
- ザ・ポチ!
- まニャン子クラブ
- マヒマヒ (ユニット)
- Mi-Ke
- MISSION
- 南青山少女歌劇団
- Melody
- YURIMARI
- 楽天使
- B'dash
- Lip's

## 2000年代
スターダストプロモーション系のグループは、2010年代にまとめて列挙。
ハロー!プロジェクト・AKB48関連・アイドリング!!!関連以外は50音順。
- ハロー!プロジェクト
  - モーニング娘。
    - タンポポ
    - プッチモニ
    - ミニモニ。
      - ミニハムず

    - W（ダブルユー）
    - モーニング娘。さくら組・モーニング娘。おとめ組
    - 月島きらり starring 久住小春 (モーニング娘。)
    - エコモニ。
      - あややムwithエコハムず

    - モーニング娘。誕生10年記念隊
    - ドリームモーニング娘。

  - 太陽とシスコムーン
  - カントリー娘。
    - カントリー・ガールズ　

  - ココナッツ娘。
  - メロン記念日
  - シェキドル
  - Gatas Brilhantes H.P. 
    - 音楽ガッタス

  - ハロー!プロジェクト・キッズ
    - ℃-ute
    - Berryz工房

  - ハロプロ研修生
    - ともいき・木を植えたい
    - しゅごキャラエッグ!
    - アンジュルム
    - アップアップガールズ（仮）
    - Juice=Juice
    - こぶしファクトリー
    - つばきファクトリー
    - BEYOOOOONDS
    - OCHA NORMA

  - ハロプロ関西
    - SI☆NA

  - シャッフルユニット
    - ハロー!プロジェクトオールスターズ
    - 美勇伝
    - ごまっとう
    - 後浦なつみ
    - DEF.DIVA
    - GAM
    - ROMANS
    - ZYX
    - あぁ!（2003年-？）
    - Buono!
    - High-King
    - ガーディアンズ4
    - きら☆ぴか
    - MilkyWay
    - アテナ&ロビケロッツ
    - 安倍なつみ&矢島舞美（℃-ute）

  - NICE GIRL プロジェクト!
    - チャオ ベッラ チンクエッティ
    - キャナァーリ倶楽部

  - カレッジ・コスモス
- AKB48グループ
  - AKB48
    - Chocolove from AKB48
    - ノースリーブス
    - 渡り廊下走り隊7
    - ナットウエンジェル
    - Queen & Elizabeth
    - フレンチ・キス
    - ミニスカート
    - Not yet
    - DiVA
    - NO NAME
    - てんとうむChu!

  - SKE48
    - ラブ・クレッシェンド
    - カミングフレーバー

  - SDN48
  - NMB48
  - HKT48
  - NGT48
  - STU48
- AKBアイドリング!!!
- 『マスカットシリーズ』
  - 恵比寿マスカッツ
  - 恵比寿★マスカッツ
  - 恵比寿マスカッツ1.5

- EARTH (歌手グループ)（2000年-2005年）
- R.C.T.（2002年-？）
- Early Morning
- AI-SACHI（2001年-2002年）
- アイドリング!!! (アイドルグループ)（2006年-2015年）
  - ChocoLe
- アイドルカレッジ（2009年-）
- アイドル教室（2009年-2022年、愛知県名古屋市）
- あかなぎ（2006年-？)
- Osaka翔Gangs
- オトメ☆コーポレーション
- Carezza
- Girl's BOX
- SweetS
- 可憐Girl's
- 完熟娘。
- キッスの世界
- キャラメル☆リボン
- キャンパスナイターズ
- ココロコロン
- コスメティックロボット
- Survive-ZERO
- Suppli Mode
- C-ZONE
- SHAKE
- JK21
- しず風
- 純情のアフィリア
- 推定少女
- Starmarie
- Springs
- セクシー☆オールシスターズ
  - D-Rive
- ZONE
- W∞アンナ
- DANCEROID
- Chu!☆Lips
- choice?
- Rev. from DVL
- テクプリ
- てん・むす
- Tomato n' Pine
- Dream5
- 9nine
- 中野風女シスターズ
- ナチュラルポイント
- Negicco
- 女猿
- hy4_4yh
- PASSPO☆
- バニラビーンズ
- Pabo
- PARADISE GO!! GO!!
- 80 pan
- bump.y
- BEE-HIVE
  - Perfume
  - Buzy
  - BOYSTYLE
- Pinkish
- VENUS
- Peachy's
- 美少女クラブ31
- HINOIチーム
- Fine
- Feam
- PLIME
- フルーツ
- HOP CLUB
- Whiteberry
- まなみのりさ
- まりもみ
- MarryDoll
- 雅〜MIYABI〜
- Mary Angel
- ゆいかおり
- よしもとグラビアエージェンシー
- りんご娘
- route0
- ワンダフルガールズ

## 2010年代
ハロー!プロジェクト関連、AKB48グループ関連、アイドリング!!!関連のグループは、2000年代にまとめて列挙。
所属事務所・レーベル・姉妹グループプロジェクト等でまとめられたものについてはその内部で結成順に記載し、内部で年代をまたぐ場合は個別に注記。その他は50音順。以下の年代も同じ。
- I-GET
  - READY TO KISS
  - SAY-LA
  - HOT DOG CAT
  - Qnto syrup
- iDOL Street
  - SUPER☆GiRLS
  - Cheeky Parade
  - GEM
  - わーすた
- ITP（アイドルのたまごプロジェクト）
  - 虹色幻想曲 〜プリズム・ファンタジア〜
  - マボロシ可憐GeNE
  - Hauptharmonie
  - モエギノジノム
- Arc Jewel
  - 愛乙女☆DOLL
  - Doll☆Elements
  - Ange☆Reve
  - Luce Twinkle Wink☆
  - Stella☆Beats
  - Jewel☆Neige
  - Jewel☆Rouge
  - Gran☆Ciel
- アリスプロジェクト
  - アイドル妖怪カワユシ（2013年-）
  - ぴゅあふる
  - チェリーブロッサム
  - 仮面女子
    - アリス十番
    - スチームガールズ
    - アーマーガールズ（2013年-）

  - 街角景気☆仮面女子↑
- イコノイジョイ
  - =LOVE
  - ≠ME
  - ≒JOY
- we-B studios
  - PassCode
  - Kolokol
- ekoms
  - Maison book girl
  - クマリデパート
  - ZOC
  - クロスノエシス
- QOOLONG
  - 我儘ラキア
  - NightOwl
- クリムゾン印刷
  - AqbiRec
    - BELLRING少女ハート
    - There There Theres
    - MIGMA SHELTER
    - グーグールル
    - NILKLY
    - Finger Runs[注 1]

  - DCG ENTERTAINMENT
    - ヤなことそっとミュート
- 坂道シリーズ
  - 乃木坂46
  - 櫻坂46
  - 日向坂46
- さくら学院
  - BABYMETAL
  - ミニパティ
  - Twinklestars
  - 科学究明機構ロヂカ?
  - @onefive
- Zi:zoo（オレンジターキー）
  - Flying Penguin Records
    - AppleTale
    - SiAM&POPTUNe
    - sora tob sakana
    - PANDAMIC
    - 開歌-かいか-

  - Asterhythm records
    - せかいシティ
- シャイニングウィル系
  - AeLL.
  - 怪傑!トロピカル丸
  - 純情!トロピカル丸
  - 青春!トロピカル丸
  - 全力少女R
  - RuRian
- 純情小町☆GROUP
  - 川崎純情小町☆
  - 横浜純情小町☆
- プリュ
  - ハニースパイスRe.
  - JAPANARIZM
  - 【eN】
  - UPローチ

- スターダストプロモーション
  - STAR PLANET
    - ももいろクローバーZ
    - 私立恵比寿中学
    - TEAM SHACHI
    - たこやきレインボー
    - 3B junior系
      - はちみつロケット
      - 奥澤村
      - リーフシトロン
      - ロッカジャポニカ
      - マジェスティックセブン
      - AMEFURASSHI

    - 超ときめき♡宣伝部
    - ukka
    - ばってん少女隊
    - CROWN POP
    - いぎなり東北産
    - B.O.L.T
    - Awww!（2020年-2021年）
    - 浪江女子発組合

  - クリィミー・パフェ
  - みにちあ☆ベアーズ
  - momonaki
  - S★スパイシー
  - KAGAJO☆4S
- dreamBoat
  - 風男塾
  - THE HOOPERS・little HOOP
  - ael-アエル-（2019年-2022年）
  - AXELL
  - EUPHORIA
- ディアステージ
  - でんぱ組.inc
  - 妄想キャリブレーション
  - STAR☆ANIS
  - AIKATSU☆STARS!
  - 閃光プラネタゲート
  - ディア☆
  - Mia REGINA
  - CYNHN
  - ENGAG.ING
  - GEMS COMPANY
  - 虹のコンキスタドール
  - ベボガ!
  - Chu☆Oh!Dolly
  - ミームトーキョー
  - リルネード
  - ARCANA PROJECT
- パーフェクトミュージック
  - バンドじゃないもん！MAXX NAKAYOSHI
  - WILL-O'
  - BYOB
- WACK
  - BiS
  - BiSH
  - GANG PARADE
    - GO TO THE BEDS
    - PARADISES

  - EMPiRE
  - CARRY LOOSE
  - 豆柴の大群
  - ASP
  - WAgg
  - 都内某所
- E-girls
  - Dream
  - Flower
  - Happiness
- KissBee
  - KissBeeWEST

- AH(嗚呼)（2015年-、関西）
- アースピ-auspice-（2019年-2021年）
- Are 湯 Lady（2014年-2016年、宮城県仙台市太白区秋保町）
- アイオケ（2014年-）
- Ai-Girls（2012年-、山形県米沢市）
- あぃ♡かちゅ（2013年-2016年）
- IQプロジェクト研究生（2014-、福岡県福岡市中央区天神）
- アイくるガールズ（2013年-、福島県いわき市）
- アイシェリング（2014年-2022年）
- AIS (アイドルグループ)（2016年-2018年）
- I'S wing（2012年-2017年、2018年6月23日）
- アイスクリーム夢少女（2019年-2021年、2024年-）
- IZ*ONE（2018年10月29日-2021年4月29日）
- あいぜっちゅー（2014年-）
- i+chip=memory（2015年-）
- I.D.And Fly LooM（2018年-2020年）
- I to U $CREAMing!!（2018年-）
- アイドル諜報機関LEVEL7（2014年-2021年）
- アイドルネッサンス（2014年-2018年）
- AIBECK（2017年-）
- i☆Ris（2013年-)
- アイリス (by MORADOLL)（2013年-2016年、宮城県仙台市）
- アイロボ（2015年-）
- avandoned（2014年-2020年）
- 青森ナイチンゲール（2015年-、青森県青森市）
- あかぎ団（2011年-、群馬県）
- 赤の流星（2017年-2021年）
- 赤マルダッシュ☆（2013年-2019年）
- Aqours（2015年-）
- アクアノート (アイドルグループ)（2018年～2022年）※休止中
- AXELL（2014年～2019年）
- act♡eve（2015年～2016年）
- asfi
- 新しい学校のリーダーズ
- あっとせぶんてぃーん
- Appare!
- アップアップガールズ（2）
- APOKALIPPPS
- amiinA
- あゆみくりかまき
- アリスインアリス
- アンスリューム
- IVOLVE
- イケてるハーツ
- いちごみるく色に染まりたい。
- いちぜん!
- uijin
- ウイバナ
- HR
- A応P
- Especia
- X21
- エムトピ
- エモクルスコップ
- エレクトリックリボン
- エレファンク庭
- 大阪☆春夏秋冬
- ALLOVER
- OS☆U
- 乙女新党
- おとめボタン
- おはガールちゅ!ちゅ!ちゅ!
- OFR48
- CoverGirls
- 神宿
- 仮面ライダーGIRLS
- KAMOがネギをしょってくるッ!!!
- GALETTe*
- 君の隣のラジかるん
- きゃわふるTORNADO
- CANDY GO!GO!
- Candy☆Drops
- Quubi
- CUBΣLIC
- Q'ulle
- Cupitron
- 清竜人25
- キラポジョ
- 煌めき☆アンフォレント
- CRAYONS
- KNU
- GEOアイドル部
- 劇場版ゴキゲン帝国
- 校庭カメラガールツヴァイ → 校庭カメラガールドライ
- kolme
- 最終未来兵器mofu
- CY8ER
- さくらシンデレラ
- SUMMER ROCKET
- SANDAL TELEPHONE
- さんみゅ〜
- G☆Girls
- ジエメイ
- しず風&絆〜KIZUNA〜
- SHiNY SHiNY
- sugartrap
- じゅじゅ
- ジュネス☆プリンセス
- 純粋カフェ・ラッテ
- 神使轟く、激情の如く。
- ステーション♪
- splash!
- SPACE GIRLS PLANET
- スルースキルズ
- スロパチアイドルリポーター SIR
- 絶叫する60度
- せのしすたぁ
- ぜんぶ君のせいだ。
- Task have Fun
- W.ダブルヴィー
- Dancing Dolls
- ダンシング☆プリンセス
- Chelip
- chuLa[注 2]
- つぼみ大革命
- 強がりセンセーション
- つりビット
- Dear L mana
- DISDOL
- tipToe.
- DESURABBITS
- 手羽先センセーション
- Devil ANTHEM.
- 転校少女*
- 東京女子流
- Tokyo Cheer② Party
- DokiDoki☆ドリームキャンパス
- とちおとめ25
- ・・・・・・・・・（ドッツ）
- DREAMING MONSTER
- Dorothy Little Happy
- drop
- ナト☆カン
- なないろファンタジー
- 22/7
- ナナランド
- nanoRider
- 生ハムと焼うどん
- なんキニ!
- なんきんペッパー
- 26時のマスカレイド
- NEO JAPONISM
- NECRONOMIDOL
- ネコプラ
- notall
- ☆NonSugar
- Party Rockets GT
- バクステ外神田一丁目
- ハコイリ♡ムスメ
- ハニースパイス
- palet
- Beeすく〜る
- 東池袋52
- VIC:CESS
- 悲撃のヒロイン症候群[注 2]
- PiXMiX
- Pimm's
- ひめキュンフルーツ缶
- BILLIE IDLE
- femme fatale
- Phantom Voice
- フィロソフィーのダンス
- FAREWELL, MY L.u.v
- フェアリーズ
- ふぇありーているず!
- FAKY
- FES☆TIVE
- ＋Sugar.
- フラップガールズスクール
- pramo
- Prizmmy☆
- blue chee's
- FRUITPOCHETTE
- フルーティー
- predia
- 平成琴姫
- ベイビーレイズJAPAN
- Payrin's
- 放課後プリンセス
- P♡ttya
- WHY@DOLL
- ポンバシwktkメイツ
- マジカル・パンチライン
- マシュマロ3d+
- 真っ白なキャンバス
- まどもあ54世
- まねきケチャ
- Malcolm Mask McLaren
- miscast
- 3776
- ミライスカート
- ミラクルマーチ
- ミルクス本物
- 夢幻クレッシェンド
- むすびズム
- メイビーME
- メガメガミ
- メチャハイ♡
- めろん畑a go go
- monogatari
- Yamakatsu
- ヤンチャン学園 音楽部
- 夢みるアドレセンス
- ゆるめるモ!
- ライムベリー
- ラストアイドル
- Lucky Color's
- Re:Clash
- RYUKYU IDOL
- RYUTist
- lyrical school
- LinQ
- リンクSTAR`s
- Ringwanderung
- 凸凹凸凹-ルリロリ-
- RAY
- RECOJO
- LADYBABY[注 2]
- Lore☆Eternal
- Lore☆Restart
- ROSARIO+CROSS
- ロマンスターズ
- われらがプワプワプーワプワ
- 143∽

## 2020年代
- iSPY（2021年-）
- iTRiP（2023年-）
- I'mew（あいみゅう）（2021年-）
- 青空のプラネタリウム（2020年-2022年）
- 青山Rabness（2020年-）
- AKIARIM（2020年-）
- えぬえむとぅけ
- 可憐なアイボリー
- KAWAII LAB.
  - IDOLATER（2019年-2023年）
  - FRUITS ZIPPER
  - CANDY TUNE
  - SWEET STEADY
  - CUTIE STREET
- シャニムニ＝パレード
- JamsCollection
- #ジューロック
- しろもん
- スターチスのラブレター
- STAiNY
- ゼロイチファミリア
  - ＃ババババンビ
  - ＃2i2
  - ＃よーよーよー
  - ＃Mooove!
- 殲滅のディストピア
- タイトル未定
- 高嶺のなでしこ
- Tan.San.Sui.
- NANIMONO
- にっぽんワチャチャ
- ねこまんまっ!! from お月ちゃんのうた
- ばっぷる
- PIGGS
- Peel the Apple
- HEROINES
  - iLiFE!（2020年-）
  - アキシブproject（2012年-）
  - パラディーク
  - TENRIN
  - 夜光性アミューズ
  - のんふぃく!
  - Ill
  - AdamLilith
- fishbowl
- PRIKIL
- ぼくはまだしなない
- 僕が見たかった青空
- MyDearDarlin'
- MAD MEDiCiNE
- Mi LUNA from お月ちゃんのうた
- Merry BAD TUNE.
- yosugala
- ラフ×ラフ
- LAPONE GIRLS
  - ME:I
  - IS:SUE
- LINKL PLANET
- RepiDoll
- lonely planet
- Onephony

## ローカルアイドル
以上掲げたグループの中には、地方都市を拠点に活動するローカルアイドルグループも含まれている。